# Nudochernes granulatus
Espèce
Nudochernes granulatus est une espèce de pseudoscorpions de la famille des Chernetidae.

## Distribution
Cette espèce est endémique de Tanzanie. Elle se rencontre sur le Kilimandjaro.

## Publication originale
- Beier, 1951 : On some Pseudoscorpionidea from Kilimanjaro. Annals & Magazine of Natural History, sér. 12, vol. 4, p. 606-609.